# Ville Skinnari
Ville Tapio Skinnari, född 21 februari 1974 i Helsingfors, är en finländsk socialdemokratisk politiker och tidigare ishockeyspelare. Hans position var högerback. Skinnari är jurist och småföretagare. Han är ledamot av Finlands riksdag sedan 2015.
Skinnari blev invald i riksdagen i riksdagsvalet 2015 med 5 711 röster från Tavastlands valkrets. Fadern Jouko Skinnari var socialdemokratisk minister och riksdagsledamot.

## Klubbar
- 1992–1994 Reipas (FM-ligan i ishockey)
- 1994–1995 Reipas (Division I)
- 1995–1996 Dordrecht Lions (Eredivisie)
- 1996–1997 Solihull Blaze (British National League)

## Utmärkelser
- High State Medal of Ghazi Mir Masjidi Khan,  2021[4]
- Kommendörstecknet av Finlands Vita Ros’ orden,  6 december 2022[5]

[Redigera Wikidata]